# Hymedesmia koehleri
Hymedesmia koehleri är en svampdjursart som först beskrevs av Topsent 1896. Enligt Catalogue of Life ingår Hymedesmia koehleri i släktet Hymedesmia och familjen Hymedesmiidae, men enligt Dyntaxa är tillhörigheten istället släktet Hymedesmia och familjen Hymedesmidae. Arten är reproducerande i Sverige. Inga underarter finns listade i Catalogue of Life.